# Damien Pommereau
Damien Pommereau, né le 12 mai 1978 à Villepinte (Seine-Saint-Denis), est un coureur cycliste français. 

## Biographie

### Coureur
Il a notamment été médaillé de bronze de la poursuite par équipes aux championnats du monde de 2000 à Manchester avec Cyril Bos, Philippe Gaumont et Jérôme Neuville. 

### Encadrement
De 2006 à la fin de la saison 2011, il est directeur sportif de l'équipe féminine Vienne Futuroscope. Depuis 2012, il est directeur sportif au sein de l'équipe Vendée U, évoluant en DN1.
Pour la saison 2025, il devient directeur sportif de l'équipe féminine Winspace Orange Seal, équipe qui fait partie de la première promotion de la nouvelle 2e division internationale UCI Women's ProTeam.

## Palmarès sur piste

### Championnats du monde
- Manchester 2000
  -  Médaillé de bronze de la poursuite par équipes

### Championnats d'Europe
- 1999
  -  Champion d'Europe de l'américaine (avec Robert Sassone)
  -  Médaillé de bronze de la poursuite espoirs

### Coupe du monde
- 1998
  - 1er de la poursuite par équipes à Cali (avec Jérôme Neuville, Fabien Merciris et Andy Flickinger)
- 1999
  - 1er de la poursuite par équipes à Mexico (avec Cyril Bos, Philippe Ermenault et Francis Moreau)
  - 2e de la poursuite par équipes à Frisco (Dallas)
- 2000
  - 3e de la poursuite par équipes à Moscou
- 2001
  - Classement général de la poursuite individuelle
  - 1er de la poursuite individuelle à Mexico
  - 3e de la poursuite individuelle à Cali

### Championnats de France
- 1996
  -  Champion de France de l'américaine juniors (avec Renouard)
- 1997
  - 2e de la course aux points
- 1999
  -  Champion de France de la course aux points espoirs
- 2000
  -  Champion de France de poursuite par équipes (avec Robert Sassone, Philippe Gaumont et Francis Moreau)
- 2001
  - 2e de la poursuite
- 2004
  - 3e de la course aux points

### Six jours de l'Avenir
- Zurich : 1997
- Gand et Munich : 1999

### Autres courses
- Vainqueur de : Open des Nations : 2001
- Champion d'Île-de-France de poursuite : 1998

## Palmarès sur route
- 2004
  - Boucles dingéennes
  - 2e étape du Tour du Val de Saintonge